# Gnetum arboreum
Gnetum arboreum là một loài thực vật hạt trần trong họ Gnetaceae. Loài này được Foxw. mô tả khoa học đầu tiên năm 1911.